# Hamois
Hamois (en való Hamwè) és un municipi belga de la província de Namur a la regió valona. Comprèn les localitats de Hamois, Achet, Emptinne, Mohiville, Natoye, Schaltin i Scy. El 2022 tenia 7.386 habitants.